# Куртри
Куртри (фр. Courtry) је насељено место у Француској у региону Париски регион, у департману Сена и Марна.
По подацима из 2011. године у општини је живело 6280 становника, а густина насељености је износила 1509,62 становника/km².

## Демографија
| 1962. | 1968. | 1975. | 1982. | 1990. | 2011. |
| ----- | ----- | ----- | ----- | ----- | ----- |
| 1.808 | 2.489 | 3.249 | 4.215 | 5.503 | 6.280 |